# هارتسهایم آم ماین
شهر هارتسهایم آم مایندر ایالت هسن در کشور آلمان واقع شده‌است.